# Нова Сбродовка
Нова Сбро́довка (рос. Новая Сбродовка, башк. Яңы Сбродовка) — присілок у складі Шаранського району Башкортостану, Росія. Входить до складу Старотумбагушевської сільської ради.
Населення — 15 осіб (2010; 24 у 2002).
Національний склад:
- росіяни — 75 %